# Повстання Сумбада Гябри
Повстання Сумбада Гябра (755 рік) — перський національний визвольний бунт під керівництвом Сунбада Мага, який став реакцією на вбивство Абу Мусліма.
Повстання Сумбада Гябра розглядається як складова ряду народних рухів VIII—X ст. в Багдадському халіфаті. Найвідоміші з яких:
- Релігійний рух Муканни (776—783)
- Повстання Бабека(816—837)
- Антиабасидське повстання Абу Хабра (840—842)
- Повстання Якуба ібн Лейса Саффара (861—879)

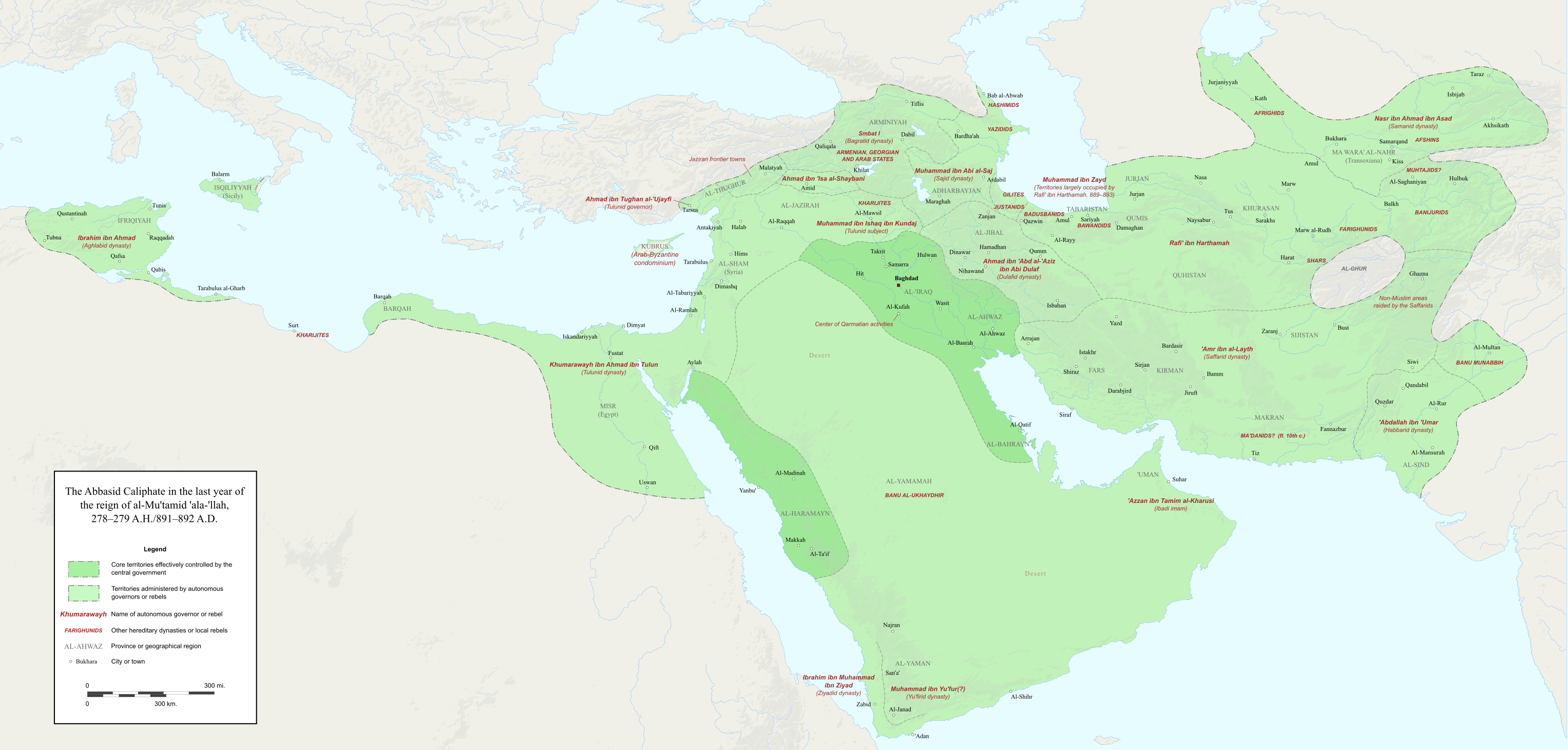
Аббасидський халіфат

- Діяння сект карматів та батинітів[1]

## Голова повстання
Повстання очолив Сумбад Гябр, прізвище якого означає «Невірний», також відомий під перським ім'ям Фіруз Іспехбед. Більшість джерел засвідчує, що Сумбад був зіндіком, тобто чаклуном, зороастрійцем. Та в роботі Ібн аль-Асира знаходимо інформацію про Сумбада Гябра як про хариджита. Сумбад ніколи не приймав іслам, але намагався виглядати благочестивим.

## Передумови
У середині VII століття, відбулося арабське завоювання Сасанідського Ірану, яке призвело не лише до краху держави Сасанідів, а й до занепаду зороастризму. Таким чином, якщо держава умовно існує до 651 року, допоки не вбивають Йездегерда III, то іранозороастрійська релігія ледь — ледь виживає.
У Мазендерані місцевим правителям «іспехбедам» вдалося сповідувати зороастрійське вчення аж до кінця VIII століття. Саме в цей час виникають ідеї та пророцтва, щодо завершення панування ісламу. Під таким впливом починають розквітати думки, щодо відродження зороастризму. Деякі навіть очікують повернення Зороастри, а в реальності ж разом з ідеями зороастризму повстають нові бунти проти панування мусульман.
Варто також, зазначити, що довгий час Персія була територією яка була тунелем між елліністичним світом, Індією та Близьким Сходом, що ускладнювало збереження самобутності та унікальності сасанідів. Остаточного ж удару завдали мусульманські завоювання, які витіснили останніх прихильників давньої місцевої релігії до Індії. Таким чином, політична та релігійна ситуація, що складалася на той момент лиш очікувала на вдалий привід для повстань корінного населення.

## Привід повстання
12 лютого (20 січня) 755 році було убито Абу-Мусліма під час його перебування в халіфа аль-Мансура. За «Книгою правління», трапилося це в Багдаді в 130 році від хіджри пророка. Тіло військового командира було скинуто до повноводного Тигру. У цей час главою проповідей, а власне раїсом (вождем, незалежним правителем) в Нішапурі був Сумбад, який до цього довго служив в Абу-Мусліма і власне завдяки його опіці здобув успіхів.

## Початок повстання
Сумбад відправляється до міста Рей із Нішапура, зазиваючи всіх невірних Табаристану. На щастя, для повсталих у цей час у районі активно вирували рафізити, маздакіти, мушаббхіти, яких об'єднували антимусульманські настрої, і тому вони з бажанням приєдналися.
Сумбаду Гябру вдалося назбирати 100 тисяч посталих, переважна більшість з яких були злодіями. Таких масштабів йому вдалося досягнути шляхом певних пропагандистських дій.

## Способи заохочення

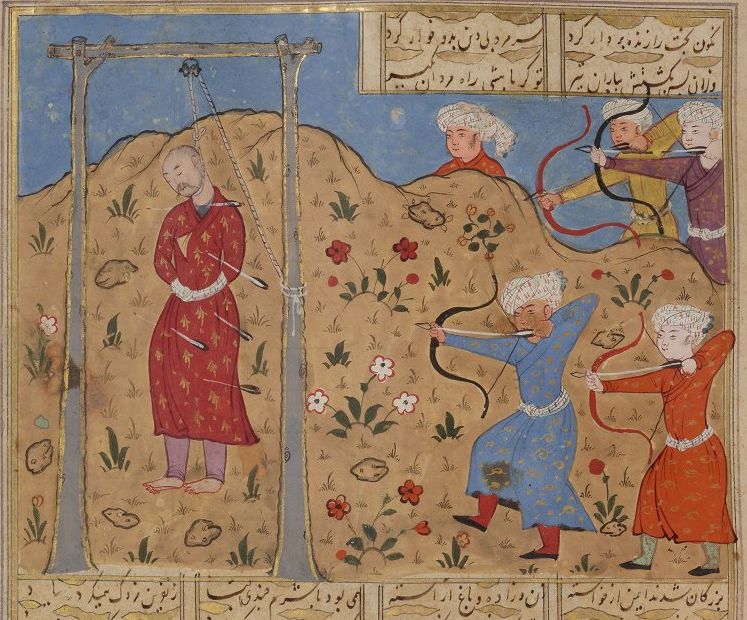
Повішений Маздак, прихильників якого заохочували до боротьби

- Іделологічна пропаганда, а саме: вдале використання імен Маздака та Махди для приєднання їхніх прихильників.
- Матеріальна винагорода: розподіл захопленої скарбниці Абу-Мусліма.
- Ідея залякування, бо Сумбад активно розповідає, про прочитане в книзі Сасана пророцтво, що держава арабів загине.
- Як вдале заохочення можна вважати також вдало окреслену мету повстання, яка зачіпає інтереси всіх анти мусульман.

### Мета
- Помститися за пролиту кров Абу-Мусліма, якого вони проголошують посланником бога.
- Зруйнувати Каабу, бо її встановили замість сонця.
- Паралельно слідує мета повернути сонце як головну святиню, оскільки це було в добрі старі часи.

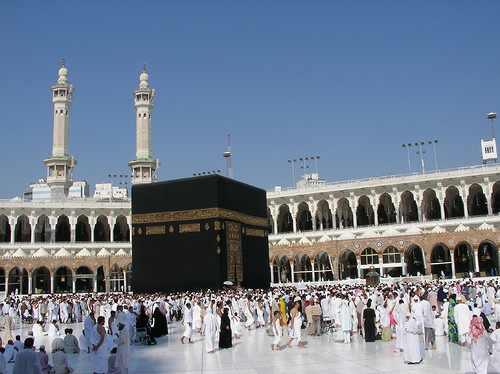
Кааба, яку повстанці прагнули зруйнувати

## Успіхи
Повсталі демонструють свої військові настрої вбиваючи Обеїда Хейфі, який правив від імені Мансура, будучи амілем Рея. Водночас захоплюють скарбницю Абу-Мусліма, що сприяє зміцненню сил для подальших дій. Також вбивають декілька сілах — салларів Мансура. Повсталі сім років завдавали проблем війську Мансура.

## Придушення
На боротьбу з Сумбадом Гябра обирають військовокомандувача Абу-Джафара Джахвара, який збирає війська Хузистана, Парса та прямує до Ісфхана. У місці між Хамаданом та Реєм відбувається бій. Військо Сумбада зазнає поразки, втративши 60 000 осіб. Відступаючи на території між Табаристаном та Кумисом, голова повстання був убитий. За однією з версій, вбивство вчинив Джахвар.

## Наслідки
Вчення повсталих хуррамдинців та гябрів змішалися в єдине, та стали відомими для мусульман як єдина секта хурамдинців. Також наявна інформація про збереження секти сумбадитів у Реї. Навіть після смерті голови повстання, його вчення продовжило існувати. Повсталим гябрам — зороастрійцям довелося не солодко, адже Джумхур Іджлі вчинив жорстокий терор проти них у Реї. Вбивствами, грабунками та полоном завершилося повстання для більшої частини гябрів.

## Підсумок
Повстання Сумбада Гябра засвідчило про живучість древніх зороастрійських традицій, принесло чимало людських жертв, та успіху не мало. Врешті решт, повстання Сумбада все ж таки ускладнило життя мусульманським завойовникам, та продемонструвало непокірний характер зороастрійських персів.
Таким чином, у 766 році військами халіфа Мансура було покладено кінець існування царства іспехбедів. Та водночас араби теж поглинають сасанідські традиції, що відображаються в їхніх художніх традиціях, торгівлі та в інших аспектах життя. Отже, маємо негативні та позитивні взаємовпливи між сасанідами та арабами.